# Leucocidina de Panton-Valentine
La leucocidina de Panton-Valentine (P-V) es una toxina citolítica formadora de poros. P-V está compuesta por dos subunidades proteicas: LukS-PV (subunidad S) y LukF-PV (subunidad F). Estas se ensamblan en la membrana de los leucocitos polimorfonucleares para formar un poro octamérico en forma de barril β. La formación del poro es dependiente del calcio y requiere un cambio conformacional para insertarse en la membrana. PVL actúa principalmente sobre células humanas y de conejo, pero no afecta a células murinas. Su presencia está asociada con un incremento en la virulencia de ciertas cepas de Staphylococcus aureus. Fue nombrada en honor de Philip Noel Panton y Francis Valentine quienes, en 1932, la asociaron con infecciones de tejidos blandos. La leucocidina está presente en cerca del 5 % de las cepas de Staphylococcus aureus resistente a la meticilina (SARM) circulantes en hospitales y en prácticamente todas las de SARM asociado a la comunidad. Es leucotóxica y causante de infecciones pulmonares, lesiones cutáneas y de mucosas, incluyendo la neumonía hemorrágica necrotizante. La lisis celular que causa está mediada por la «formación de poros con aumento de la permeabilidad a los cationes y la inestabilidad osmótica».